# Thalita Ribeiro
Thalita Ribeiro Alves (São Paulo, 15 de abril de 1988) é uma atriz, modelo e jornalista brasileira.

## Carreira
Thalita Ribeiro ficou conhecida por trabalhar nos programas da Xuxa, como a Paquita Thatá, entre 1999 e 2002. Desde essa época, já trabalhava como atriz. Atuou em seis peças de teatro e quatro filmes, além de vários trabalhos na televisão.
Também já foi apresentadora do programa infantil TV Globinho. No jornalismo, foi repórter da CNT e da RedeTV!.

## Filmografia

### Televisão
| Ano     | Título                       | Personagem / Cargo            | Notas              |
| ------- | ---------------------------- | ----------------------------- | ------------------ |
| 1999–01 | Xuxa Park                    | Paquita (assistente de palco) |                    |
| 2001    | Planeta Verão                | Paquita (assistente de palco) | Programa de Férias |
| 2001–02 | Planeta Xuxa                 | Paquita (assistente de palco) |                    |
| 2002    | Planeta Xuxa: Jogos de Verão | Paquita (recruta)             | Programa de Férias |
| 2003    | A Casa das Sete Mulheres     | Laura                         |                    |
| 2005    | TV Globinho                  | Apresentadora                 |                    |
| 2005    | América                      | Soninha                       |                    |
| 2007    | Por Toda a Minha Vida        | Fã ep. Renato Russo           |                    |
| 2007    | A Turma do Didi              | Ela mesma                     |                    |
| 2007    | Malhação                     | Ângela                        |                    |
| 2007    | Luz do Sol                   | Gabu                          |                    |
| 2008    | Malhação                     | Cláudinha                     |                    |
| 2009    | A Lei e o Crime              | Mabel                         |                    |
| 2009    | Caras & Bocas                | Dafne (jovem)                 |                    |
| 2010    | Força-Tarefa                 | Luana                         |                    |
| 2010–12 | Balanço Esportivo            | Repórter                      |                    |
| 2011    | Araguaia                     | Juçara                        |                    |
| 2012    | A Vida da Gente              | Personal Trainer de Jonas     |                    |
| 2012–22 | RedeTV! News                 | Repórter                      |                    |